# Hans-Dieter Brüchert

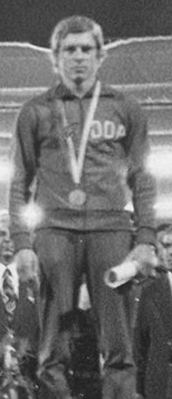
Dieter Brüchert 1974

Hans-Dieter Brüchert (* 18. August 1952 in Jarmen) ist ein ehemaliger deutscher Ringer und Silbermedaillengewinner bei den Olympischen Spielen 1976.

## Werdegang
Hans Dieter Brüchert begann 1967 mit dem Ringen. Nach ersten größeren Erfolgen im Kinderbereich wurde er 1969 an die Kinder- und Jugendsportschule in Luckenwalde delegiert. Bei der SG Dynamo Luckenwalde führten ihn die Trainer Helmut Börner, Reinhard Mehlhorn und Wolfgang Brösicke in die Welteleite im freien Stil. Seinen ersten DDR-Meistertitel gewann Hans-Dieter im Jahre 1974 im Bantamgewicht.
Seinen Einstand auf der internationalen Ringermatte gab Hans-Dieter ebenfalls 1974. Mit Medaillengewinnen bei der Europameisterschaft in Madrid, wo er die Silbermedaille gewann und bei der Weltmeisterschaft in Istanbul, hier gewann er die Bronzemedaille, fiel dieser außerordentlich erfolgreich aus. 
1975 war Hans-Dieter Brüchert nur bei der Weltmeisterschaft in Minsk am Start, schied aber schon nach der 3. Runde aus. Dafür war 1976 für Hans-Dieter wieder ein sehr erfolgreiches Jahr. Zunächst gewann er bei der Europameisterschaft in Leningrad im Bantamgewicht die Bronzemedaille und dann errang er bei den Olympischen Spielen in Montreal die Silbermedaille. Für diesen Erfolg wurde er mit dem Vaterländischen Verdienstorden ausgezeichnet. In Montreal besiegte er u. a. László Klinga aus Ungarn und Risto Darlev aus Jugoslawien, gegen die er bei der Europameisterschaft in Leningrad bzw. der Weltmeisterschaft in Minsk noch verloren hatte. Lediglich an dem sowjetischen Sportler Wladimir Jumin kam Hans-Dieter Brüchert nicht vorbei. Seine Niederlage gegen diesen Ringer im Finale von Montreal war bereits seine vierte Niederlage gegen ihn bei einer internationalen Meisterschaft. 
1977 und 1978 war Hans-Dieter Brüchert nur bei den Weltmeisterschaften am Start. Während er bei der Weltmeisterschaft 1977 in Lausanne schon nach der 2. Runde ausschied, gelangen ihm 1978 in Mexiko-Stadt zwei Siege. Damit landete er auf dem 7. Platz.
Nach 1978 wurde Hans-Dieter Brüchert in der DDR von Bernd Bobrich abgelöst. Bei weiteren internationalen Meisterschaften war er nicht mehr am Start. Er absolvierte eine pädagogische Ausbildung und ist noch heute als Lehrer tätig.
Die Ergebnisse der Meisterschaften, an denen er teilnahm, sind aus den folgenden Abschnitten zu ersehen.

## Internationale Erfolge
(OS = Olympische Spiele, WM = Weltmeisterschaft, EM = Europameisterschaft, F = Freistil, Ba = Bantamgewicht, damals bis 57 kg Körpergewicht)
- 1974, 2. Platz, EM in Madrid, F, Ba, mit Siegen über Georgios Hatzioannidis, Griechenland, Otto Vozar, CSSR, Roni Dobordschenidze, UdSSR, Dominique Corvaissier, Frankreich und Emil Müller, Bundesrepublik Deutschland und einer Niederlage gegen Pano Zelew, Bulgarien;

- 1974, 3. Platz, WM in Istanbul, F, Ba, mit Siegen über Amrik Gill Singh, Großbritannien, László Klinga, Ungarn, Otto Vozar und Suphi Sogana, Türkei und Niederlagen gegen Tadashi Sasaki, Japan, Ramezan Kheder, Iran und Wladimir Jumin, UdSSR;

- 1975, 8. Platz, WM in Minsk, F, Ba, mit einem Sieg über Mahmet-Emin Simsek, Türkei und Niederlagen gegen Risto Darlev, Jugoslawien und Wladimir Jumin;

- 1976, 3. Platz, EM in Leningrad, F, Ba, mit Siegen über Kenan Noukli, Jugoslawien und Amrik Gill Singh und Niederlagen gegen László Klinga, Gigel Anghel, Rumänien und Wladimir Jumin;

- 1976, Silbermedaille, OS in Montreal, F, Ba, mit Siegen über Masao Arai, Japan, Ramezan Kheder, Georgios Hatzioannidis, Risto Darlev, László Klinga und Megdiin Choilogdordsch, Mongolei und einer Niederlage gegen Wladimir Jumin;

- 1977, 12. Platz, WM in Lausanne, F, Ba, nach Niederlagen gegen Ramezan Kheder und Mehmed Selmanow, Bulgarien;

- 1978, 7. Platz, WM in Mexiko-Stadt, F, Ba, mit Siegen über Iwan Sotschew, Bulgarien und Bruno Kuratli, Schweiz und Niederlagen gegen Angel Neagu, Rumänien und Dugarsürengiin Ojuunbold, Mongolei

## DDR-Meisterschaften
- 1973, 2. Platz, F, Ba, hinter Michael Petrahn, Chemie Leuna und vor Reinhardt, Chemie Halle
- 1974, 1. Platz, F, Ba, vor Spröte, Chemie Halle und Götsch, Wismut Aue,
- 1975, 1. Platz, F, Ba, vor Cebulla, SG Dynamo Luckenwalde und Freitag, SC Leipzig,
- 1978, 1. Platz, F, Ba, vor Peter Dahlke, Dynamo Luckenwalde und Bernd Bobrich, Chemie Halle